# Miloševo (miasto Jagodina)
Miloševo (cyr. Милошево) – wieś w Serbii, w okręgu pomorawskim, w mieście Jagodina. W 2011 roku liczyła 1043 mieszkańców.